# Concursul Muzical Eurovision Junior 2017
Concursul Muzical Eurovision Junior 2017 a fost a cincisprezecea ediție anuală a Concursului Muzical Eurovision Junior și s-a ținut în Tbilisi, Georgia.

## Rezultatele obținute

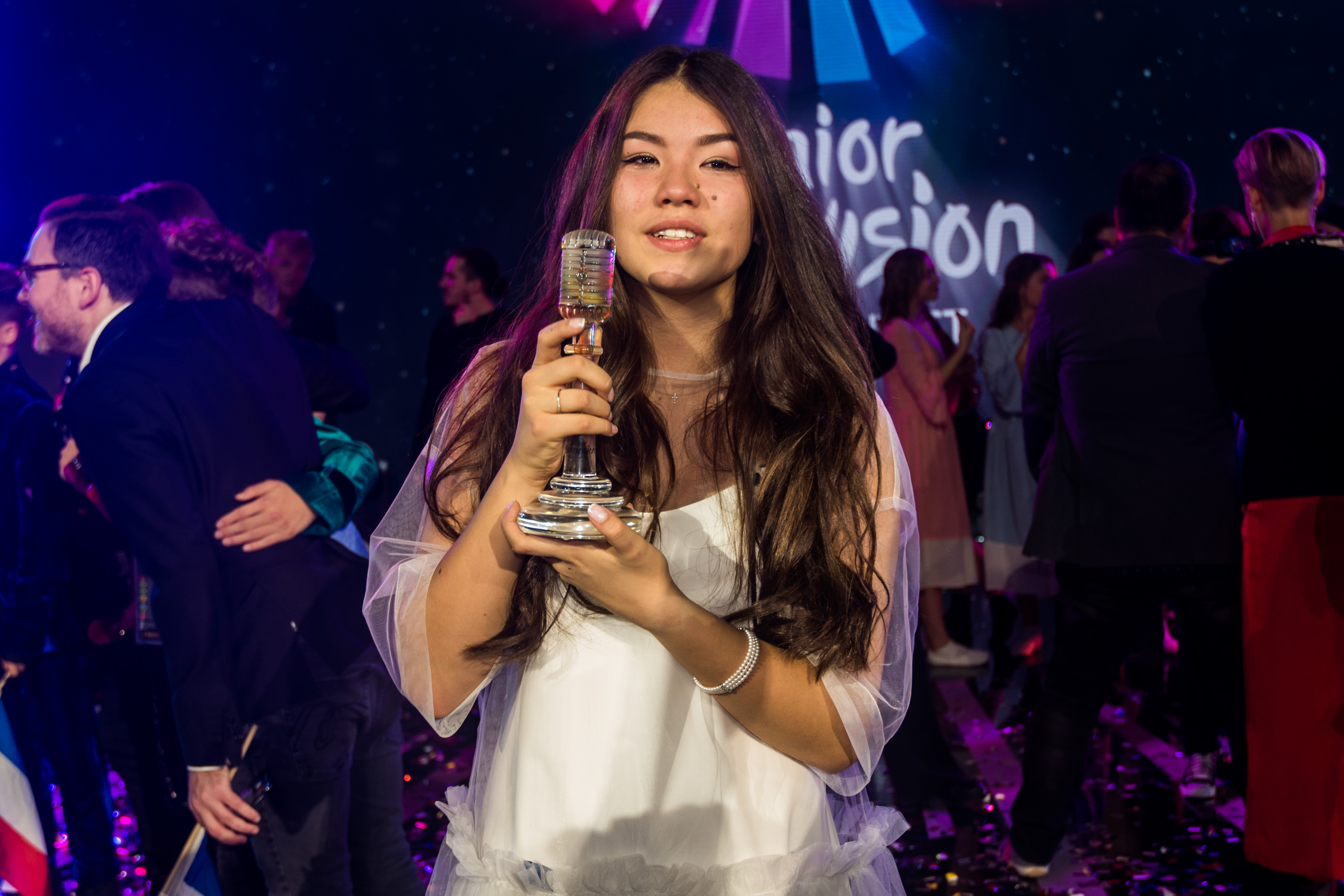
Polina Bogusevici și trofeul

Pe data de 9 august 2017, a fost confirmată participarea a 16 țări. Portugalia a revenit, ultima oară participând la ediția din 2007, în timp ce Bulgaria și Israel s-au retras.
| Nr. | Țara                | Artist                        | Melodie                                     | Limbă/limbi          | Loc | Puncte |
| --- | ------------------- | ----------------------------- | ------------------------------------------- | -------------------- | --- | ------ |
| 01  | Cipru               | Nicole Nicolao                | "I Wanna Be a Star"                         | greacă, engleză      | 16  | 45     |
| 02  | Polonia             | Alicja Rega                   | "Mój dom"                                   | poloneză             | 8   | 138    |
| 03  | Țările de Jos       | FOURCE                        | "Love Me"                                   | olandeză, engleză    | 4   | 156    |
| 04  | Armenia             | Misha                         | "Boomerang"                                 | armeană, engleză     | 6   | 148    |
| 05  | Belarus             | Helena Meraai                 | "I Am the One"                              | rusă                 | 5   | 149    |
| 06  | Portugalia          | Mariana Venâncio              | "Youtuber"                                  | portugheză           | 14  | 54     |
| 07  | Irlanda             | Muireann McDonnell            | "Súile Glasa"                               | irlandeză            | 15  | 54     |
| 08  | Republica Macedonia | Mina Blažev                   | "Dancing Through Life"                      | macedoneană, engleză | 12  | 69     |
| 09  | Georgia             | Grigol Kipșidze               | "Voice of the Heart"                        | georgiană            | 2   | 185    |
| 10  | Albania             | Ana Kodra                     | "Don't Touch My Tree (Mos ma prekni pemën)" | albaneză, engleză    | 13  | 67     |
| 11  | Ucraina             | Anastasia Bahinska            | "Don't Stop"                                | ucraineană, engleză  | 7   | 147    |
| 12  | Malta               | Gianluca Cilia                | "Dawra Tond"                                | engleză, malteză     | 9   | 107    |
| 13  | Rusia               | Polina Bogusevici             | "Wings"                                     | rusă, engleză        | 1   | 188    |
| 14  | Serbia              | Irina Brodić și Jana Paunović | "Ceo svet je naš" (Цео свет је наш)         | sârbă                | 10  | 92     |
| 15  | Australia           | Isabella Clarke               | "Speak Up"                                  | engleză              | 3   | 172    |
| 16  | Italia              | Maria Iside Fiore             | "Scelgo (My Choice)"                        | italiană, engleză    | 11  | 86     |